# 小沢なつき
小沢 なつき（おざわ なつき、1972年4月19日 ｰ ）は、日本の元女優、歌手、AV女優。本名：山下純子。女優としては1986年にデビューしており、翌1987年に歌手デビュー。2004年から2005年はAV女優として活動した。出身地・誕生日・血液型等は出演作品によって異なる記載をしているものが多い。

## 人物

### アイドル期
1986年、神部和夫・シンガーソングライター イルカが社長を務める芸能事務所K-HOUSEのマネジャーに新宿でスカウトされ芸能界入り。同年7月、ドラマ『パパ合格ママは失格』（日本テレビ、1986年6月 - 9月）でテレビデビュー。同年12月24日に講談社「ORE」の表紙、巻頭特集として30ページが掲載されている。中学3年の14歳の夏、1987年6月21日には「追いかけて夏」でCBS・ソニー（現：ソニー・ミュージックレーベルズ）からレコードデビューも果たした。キャッチフレーズは、「聖少女小沢なつき」。また、デビュー曲のタイトルは、「パンドラの小鳥」だったが、デビュー直前に「追いかけて夏」に変更された。同期アイドルに、BaBe、酒井法子、立花理佐、伊藤智恵理などがいた。
1987年1月に月曜ドラマランド『ナイン』（フジテレビ）に出演。同年2月に同じく月曜ドラマランド『とっておき家族』（フジテレビ）に出演。同年3月に『ゾンビがくるりと輪をかいた』（日本テレビ）に主役として登場している。
1989年には『魔法少女ちゅうかなぱいぱい!』（フジテレビ）で、テレビドラマ初主演を果たし、女優、アイドル歌手として活躍を見せていた。しかし、同作の放送中の時期にもかかわらず撮影を途中で放棄して降板という形で番組が終了、そのまま芸能界から引退となった。
この引退について、マネージャーとの駆け落ちや子供の出産などが噂された。後年、出演したテレビ番組で小沢本人は、「忙し過ぎて訳がわからなくなり、マネジャーと駆け落ちまがいのことを計画したが、待ち合わせ場所に相手（注：マネージャー）は来なかった」と、事態の背景を話した。
1993年にヌードで復帰した際に、当時の所属事務所は過去の話についてはノーコメントとしていたが、1988年に映画『山田村ワルツ』で小沢を起用した映画監督の金子修介は著書で「結婚引退離婚裸復帰」と記しており、復帰した際にヌードグラビアを掲載した『FLASH』誌はバツイチと見出しにつけていた。

### 脱アイドル期
1993年になってヘアヌード写真集『早熟』で芸能活動を再開した。同写真集は発売2週間で14刷、15万部とヒットになり、続けて何冊ものヘアヌード写真集をリリース。さらに濡れ場のあるオリジナルビデオにも出演し、断続的に芸能活動を続けていたが、1995年頃の仕事を最後に芸能界から再び姿を消した。
2004年4月、AV女優として出現。同年9月にいったんAV引退を宣言するが、翌2005年末に復帰を果たした。しかし、その後再び休業状態に入っている。
2014年5月、品川スキンクリニック立川院にて美容外科の施術を受け、その経過をブログにまとめている。しかし、現在の活動状況については触れられておらず、更新は2015年8月を最後に止まっている。

## ディスコグラフィ

### シングル
| #                    | 発売日          | A/B面       | タイトル                     | 作詞        | 作曲        | 編曲        | 規格品番    |
| CBS・ソニー          | CBS・ソニー     | CBS・ソニー | CBS・ソニー                  | CBS・ソニー | CBS・ソニー | CBS・ソニー | CBS・ソニー |
| -------------------- | --------------- | ----------- | ---------------------------- | ----------- | ----------- | ----------- | ----------- |
| 1                    | 1987年 6月21日  | A面         | 追いかけて夏                 | 秋元康      | 馬飼野康二  | 馬飼野康二  | 07SH-1942   |
| 1                    | 1987年 6月21日  | B面         | 女の子の植物図鑑             | 秋元康      | 馬飼野康二  | 馬飼野康二  | 07SH-1942   |
| 2                    | 1987年 10月21日 | A面         | クリスマスには間に合わせたい | 秋元康      | 馬飼野康二  | 馬飼野康二  | 07SH-1998   |
| 2                    | 1987年 10月21日 | B面         | 気持ちはグラデイション       | 戸沢暢美    | 岸正之      | 入江純      | 07SH-1998   |
| 3                    | 1988年 2月26日  | 01          | 卒業                         | 佐藤純子    | 馬飼野康二  | 渡辺博也    | 10EH-3014   |
| 3                    | 1988年 2月26日  | 02          | プリズム・レインの彼方まで   | 田口俊      | 後藤次利    | 後藤次利    | 10EH-3014   |
| 4                    | 1988年 6月15日  | 01          | きれい?                      | 川村真澄    | 筒美京平    | 鷺巣詩郎    | 10EH-3062   |
| 4                    | 1988年 6月15日  | 02          | 海まで10cm                   | 田口俊      | 筒美京平    | 鷺巣詩郎    | 10EH-3062   |
| 5                    | 1988年 11月21日 | 01          | Anti聖女                     | 松井五郎    | 後藤次利    | 後藤次利    | 10EH-3149   |
| 5                    | 1988年 11月21日 | 02          | 赤い花                       | 松井五郎    | 後藤次利    | 後藤次利    | 10EH-3149   |
| 6                    | 1989年 4月7日   | 01          | Private Panic!               | 亜蘭知子    | 青山裕      | 井上日徳    | 10EH-3265   |
| 6                    | 1989年 4月7日   | 02          | 摩天楼クライシス             | 亜蘭知子    | 後藤次利    | 井上日徳    | 10EH-3265   |
| センチュリーレコード |                 |             |                              |             |             |             |             |
| 7                    | 1996年 2月21日  | 01          | Night Line                   | 田辺智沙    | 田辺智沙    | 岩崎文紀    | CEDC-10573  |
| 7                    | 1996年 2月21日  | 02          | タイトロープ                 | 田辺智沙    | 岩崎文紀    | 岩崎文紀    | CEDC-10573  |

### アルバム

#### ベスト・アルバム
- アイドル・ミラクルバイブルシリーズ 小沢なつき（2003年12月3日／MHCL-334）

### タイアップ曲
| 年     | 楽曲             | タイアップ                                                    |
| ------ | ---------------- | ------------------------------------------------------------- |
| 1987年 | 追いかけて夏     | テレビ朝日系テレビドラマ「なかなか!ドジラんぐ」主題歌         |
| 1987年 | 女の子の植物図鑑 | テレビ朝日系テレビドラマ「なかなか!ドジラんぐ」挿入歌         |
| 1988年 | きれい?          | フジテレビ系テレビドラマ「花のあすか組!」挿入歌               |
| 1989年 | Private Panic!   | フジテレビ系テレビドラマ「魔法少女ちゅうかなぱいぱい!」挿入歌 |
| 1996年 | Night Line       | 映画「Zero WOMAN II 警視庁0課の女」主題歌                     |

## ビデオ（アイドル期）
- はじめての体験（とき）（1988年　CBS・ソニー）

## 出演作品

### バラエティ
- おはようスタジオ（テレビ東京） - おはスタマヌカン

### テレビドラマ
- パパ合格ママは失格 （1986年、日本テレビ）−　倉田敏美　役
- なかなか!ドジラんぐ （1987年、テレビ朝日）−小沢 なつき（本人）役
- 第一生命スペシャル ママの黄色い子象（1987年、フジテレビ）
- ゾンビがくるりと輪をかいた（1987年、日本テレビ）
- 制作2部青春ドラマ班 （1987年、テレビ朝日）−　辻杏子役
- 哀しみの吸血鬼（1987年、TBS）
- 月曜ドラマランド （フジテレビ）
  - とっておき家族（1987年）
  - ナイン（1987年）
  - 新 坊ちゃん（1987年）
- 花のあすか組! （1988年、フジテレビ）[2] - 堂本ミコ 役
- 魔法少女ちゅうかなぱいぱい! （1989年、フジテレビ・東映） - ぱいぱい 役（主演）
- 金曜エンタテイメント「山村美紗サスペンス 京都夜の祇園殺人事件」（1997年、フジテレビ）
- 土曜ワイド劇場「匿名容疑者 真犯人からの手紙!?のぞかれる美人推理作家の部屋」（2001年、テレビ朝日）

### 映画
- ビー・バップ・ハイスクール 高校与太郎行進曲 (1987年) - サキ 役
- 19ナインティーン （1987年、東宝） - ミヤコ 役
- 山田村ワルツ（1988年、松竹）−　綾小路麗花役
- アタシはジュース （1996年、東北新社）−　中川静香役

### ラジオ
- 小倉久寛のオグラでオグラだ! （1987年-1988年、ニッポン放送）- 火曜パートナー

### CM
- ロート製薬 メンソレータムキャンパスリップほそみ
- 江崎グリコ パナップ
- NEC
- 水上温泉郷
- アスキー オトッキー
- バンダイ ちゅうかなぱいぱい! まほうステッキ、ふしぎコンパクト

### イメージビデオ
- 小沢なつき （1994年2月、スコラ）

### オリジナルビデオ
- OL博徒 緋牡丹のお龍 （1994年、SHSプロジェクト）
- OL博徒 緋牡丹のお龍 2 （1994年、SHSプロジェクト）
- 特攻! ヤンママ仁義 （1995年、東映ビデオ）
- Zero WOMAN II 警視庁0課の女 （1995年、マクザム）

### アダルトビデオ
2002年
- 明智伝鬼の世界 Collection3 羞恥の果実 （2002年6月1日、華鳳翔）

2004年
- 決心 （2004年4月30日、アリスJAPAN）
- アイドルの性 （2004年5月21日、アリスJAPAN）
- 猥褻モデル （2004年6月18日、アリスJAPAN）
- 女尻 （2004年7月30日、アリスJAPAN）
- 女教師監禁飼育 （2004年8月27日、バビロン（レンタル） / アリスJAPAN（セル））
- 逆ソープ天国 （2004年9月30日、バビロン（レンタル） / アリスJAPAN（セル））

2005年
- 喪服の未亡人 （2005年11月18日、バビロン（レンタル） / アリスJAPAN（セル））
- デキる女探偵のやりすぎ調査　（2005年12月23日、バビロン（レンタル） / アリスJAPAN（セル））

2006年
- 義母は元アイドル　（2006年1月27日、バビロン（レンタル） / アリスJAPAN（セル））
- 牝に犯られる女  （2006年2月24日、バビロン（レンタル） / アリスJAPAN（セル））共演：眞雪ゆん
- 風俗で小沢なつきとしたいっ!　（2006年3月31日、バビロン（レンタル） / アリスJAPAN（セル））

## 書籍

### 写真集
- とっておきスマイル…小沢なつき（1988年3月1日、講談社、撮影：木村晴）ISBN 978-4061016309
- いつのまにか青少女（1989年3月10日、ワニブックス、撮影：荒木秀明）
- 早熟（1993年8月1日、ワニマガジン社、撮影：沢渡朔）ISBN 978-4898292228
- DRUG（1994年10月5日、ワニブックス、撮影：野村誠一）
- ALONE（1995年12月20日、P-PRESS、撮影：河野英喜）